# Ајнур Софијева
Ајнур Софијева (рођена 19. јула 1970) је азербејџанска политичарка и бивша шахисткиња. Она је била заменик председника Државног комитета за питања породице, жена и деце Азербејџана од 2007. године.

## Младост и образовање
Софијева је рођена 19. јула 1970. године у Кашком рејону. Дипломирала је на државни универзитету у Бакуу, смер новинарство у 1991. години, а специјализирала права у 2001. години.

## Шахисткиња
Софијева је играла шах од 1974. године. Она је била шампион округа у узрасту од 6 година, и национални и шампион Совјетског Савеза са 15 година. Освојила је златну медаљу на светском првенству 1990. године. Она је постала први међународни велемајстор у Азербејџану и у исламском свету. Од 2002. до 2007. године била је председник шаховске Федерације, Азербејџана.

## Каријера
Радила је као правни саветник у Министарству рада и социјалне заштите становништва од 1998. до 2000. године. Она је изабрана за члана Националне Скупштине у 2000. години, као члан Нове азербејџанске партије , представљајући Шекински округ,, делујући до 2005. године. Била је члан Парламентарне скупштине Савета Европе од 2004. до 2006. године.
У марту 2007. године именована је за заменика председника Државног комитета за питања породице, жена и деце по делима, радећи на промовисању родне равноправности. У 2011. години она је предложила да се повећа старост приликом ступања у брак за азербејџанске девојке.

## Лични живот
Софијева се удала за фудбалера и бившег тренера Јуниса Хусејнова и имају двоје деце.